# The Star Wars Holiday Special
The Star Wars Holiday Special (с англ. — «Звёздные войны: Праздничный спецвыпуск») — телевизионный фильм, основанный на вселенной «Звёздных войн». Он был показан целиком единственный раз в США телесетью CBS вечером 17 ноября 1978 года (то есть через 1,5 года после выхода «Новой надежды»), а также продан для показа в шесть стран, включая Канаду и Австралию.

## Сюжет
По сюжету Чубакка и Хан Соло прилетают на Кашиик, родную планету вуки, чтобы отпраздновать День жизни (аналог Рождества). Их преследуют агенты Империи, которые заодно разыскивают на Кашиике повстанцев. Офицеры со штурмовиками приходят с обыском и в дом Чубакки. Местный продавец помогает вуки отвести подозрения, а заодно морочит голову имперцам, предлагая купить что-нибудь из товаров. Сцены фильма также разворачиваются на других планетах (Татуин и Явин) и в открытом космосе (погони и перестрелки с участием Хана Соло и Чубакки). В эпизодах появляются многие персонажи «Звёздных войн»: Люк Скайуокер, C-3PO, R2-D2, Дарт Вейдер, принцесса Лея Органа (которая исполняет песню ближе к концу фильма), а также различные существа — завсегдатаи кантины (планета Татуин). Мультипликационная вставка (которая согласно сюжету телефильма является фрагментом бортжурнала капитана одного космического корабля) знакомит зрителей с охотником за головами Бобой Феттом.

## Критика
Фильм получил низкую оценку критиков и аудитории (рейтинг на Internet Movie Database на основе более чем 9200 отзывов — 2,4/10). Джордж Лукас играл незначительную роль в его создании и остался недоволен результатом. Дэвид Акомба, одноклассник Лукаса по USC School of Cinematic Arts, должен был стать режиссёром проекта, но предпочёл уйти, в чём его поддержал Лукас. Фильм ни разу не был показан повторно. Записи фильма также не продавались.
После показа более 10 лет о фильме мало кто помнил, пока в 1990-х годах фанаты саги не обнаружили видеокассеты с записью телефильма. В настоящее время доступны любительские записи телепоказа в формате VHS, которые можно скачать в оцифрованном виде в файлообменных сетях (в основном, не оригинальные записи телепоказа, а перезаписи этих кассет). Официально Lucasfilm не перевыпускал данный телефильм даже для полного варианта саги «Звёздные войны».